# Dorcadion ninae
Dorcadion ninae là một loài bọ cánh cứng trong họ Cerambycidae.